# Kamienica (gmina Dobrzyń nad Wisłą)
Kamienica – wieś w Polsce położona w województwie kujawsko-pomorskim, w powiecie lipnowskim, w gminie Dobrzyń nad Wisłą.

## Podział administracyjny
W latach 1975–1998 miejscowość administracyjnie należała do województwa włocławskiego.

## Demografia
Według Narodowego Spisu Powszechnego (III 2011 r.) wieś liczyła 181 mieszkańców. Jest szesnastą co do wielkości miejscowością gminy Dobrzyń nad Wisłą.

## Zabytki
Według rejestru zabytków NID na listę zabytków wpisany jest park dworski z 2. połowy XVIII w., nr rej.: 228/A z 11.05.1987.